# Центральное телеграфное агентство Кореи
Центральное телеграфное агентство Кореи (кор. 조선중앙통신; ЦТАК) — государственное информационное агентство Кореи. Создано 5 декабря 1946 года.
Штаб-квартира расположена в Пхеньяне. Пресс-релизы ЦТАК выпускаются, кроме корейского, на русском, английском и испанском языках. Является поставщиком новостей для всех северокорейских СМИ и источником информации о новостях КНДР для зарубежья.
Центральное телеграфное агентство Кореи награждено орденом Ким Ир Сена. 